# Géza Anda
Géza Anda (Budapest (Hongria), 19 de novembre, 1921 – Zúric (Suïssa), 13 de juny, 1976), fou un pianista hongarès naturalitzat suís el 1955.
Va interpretar principalment repertoris clàssics i romàntics: Mozart, Beethoven, Schumann, Brahms, però també Bartók.

## Biografia
Va començar els seus estudis de piano als 12 anys, els seus professors van ser Stefániai Imre, Emánuel Hegyi i Imre Keéri-Szántó. Entre 1939 i 1941 va ser alumne d'Ernő Dohnányi. Va fer el seu debut públic a Budapest el 1939, als 18 anys, amb el Concert per a piano en si bemoll major de Brahms dirigit per Willem Mengelberg. El 1943 es va traslladar a Suïssa, renunciant a la seva posició com a solista de l'Orquestra Filharmònica de Berlín dirigida per Wilhelm Furtwängler. Es va convertir en ciutadà suís el 1955 i va fer regularment classes magistrals a Zuric i Lucerna. La seva carrera internacional va començar a desenvolupar-se l'any 1947, primer va ser reconegut com a especialista en literatura virtuosa del piano romàntic, i més tard en les obres de Bartók. En els seus concerts de piano, va tocar principalment les obres de Beethoven, Liszt, Schumann, Grieg, Brahms, Txaikovski i Rachmaninoff, i més tard es va convertir en un intèrpret dedicat de les obres de Béla Bartók.

## Vida privada
Es va casar amb Hortense Bührle, filla d'Emil Georg Bührle de la Werkzeugmaschinenfabrik Oerlikon, Bührle & Co. propietari i fill d'un col·leccionista d'art.
Va donar el seu darrer concert l'1 de juny de 1976 a Innsbruck. Va morir a Zúric als 54 anys i mig, com a conseqüència d'un càncer d'esòfag.

## La seva memòria
En la seva memòria, cada tres anys se celebra un concurs internacional de piano a Zúric.